# Цберг, Маркус
Маркус Цберг (нем. Markus Zberg, род. 27 июня 1974 в Альтдорфе, Швейцария) — швейцарский профессиональный шоссейный велогонщик. Серебряный призёр чемпионата мира 1999 года и двукратный чемпион Швейцарии (2000 и 2008 годов) в групповой гонке. Участник летних Олимпийских игр 2000 и 2004 годов.
Младший брат велогонщиков Луции Цберг и Беата Цберга.

## Победы
| 1998 - Вуэльта Испании — этапы 1 и 22 - Тур Швейцарии — этап 3 - Неделя Ломбардии — этап 6 - Тур водохранилища Клингау 1999 - Чемпионат мира, групповая гонка — 2-е место - Милан — Турин 2000 - Чемпион Швейцарии в групповой гонке | 2001 - Круг башни Хеннингер - Тиррено — Адриатико — этап 3 2006 - Париж — Ницца — этап 7 2008 - Чемпион Швейцарии в групповой гонке |

## Статистика выступлений наГранд Турах
| Гранд Тур | 1998 | 1999 | 2000 | 2001 | 2002 | 2003 |
| --------- | ---- | ---- | ---- | ---- | ---- | ---- |
| Джиро     | -    | -    | -    | -    | -    | -    |
| Тур       | -    | -    | 68   | -    | -    | 92   |
| Вуэльта   | 57   | 30   | -    | -    | -    | -    |